# Mayordomía de Nuestra Señora de los Dolores (Orihuela)
La Mayordomía de Nuestra Señora de los Dolores es una agrupación pasional fundada en el año 1754. Desfila el Domingo de Ramos y el Viernes Santo en la Semana Santa de Orihuela.

## Historia
La Cofradía de María Santísima de los Dolores es el antecedente de la actual Mayordomía de Ntra. Sra. de los Dolores. En el archivo de la Iglesia de Santiago, catalogado por Francisco Javier Sánchez Portas, en los correspondientes libros de Cofradías y Visitas pastorales consta su erección como cofradía en 1754 a petición de los fieles, basada en bulas pontificias de Benedicto XIV y previa solicitud en la secretaría del obispado de Orihuela. Durante el episcopado de D. Juan Elías Gómez de Terán.
Podían pertenecer a la cofradía todos los fieles de ambos sexos inscribiéndose en el correspondiente libro de cofrades, tal como señalan los estatutos fundacionales. El día de su ingreso los cofrades tomaban el hábito y recibían un escapulario como signo distintivo con el emblema de la Virgen de los Dolores, es decir, el corazón atravesado por los siete puñales, símbolo de los siete Dolores de María.
Años más tarde se organizaba una procesión-misional que trasladaba las Imágenes a la Iglesia de San Agustín, donde tenía lugar el sermón de la misma y terminado éste se reintegraba a su Templo de Santiago.

### Fundación de la Mayordomía de Ntra. Sra. de los Dolores
En el año 1927, un grupo de señoras que presididas por Doña Enriqueta Salmerón de Santonja, constituyeron la Mayordomía de Ntra. Sra. de los Dolores. La Junta Directiva estaba formada por: Dña. Enriqueta Salmerón de Santonja, presidenta; Dña. Dolores López de Calvet, vicepresidenta; Dña. Dolores Javaloyes de Linares, tesorera; Srta. Carmen Garrigos Marín, secretaria contadora; Srta. María Lafunte Martínez; Srta. María Olmos Cárceles; Srta. Marñia Ballesteros Brufal; Srta. Manuela Pescetto Sánchez y Srta. María Lucas Parra
ACTUALIDAD. AÑO 1 página 4 del n.º 1 Año 1928 En: “De procesiones”
“La Mayordomía de los Dolores nos merece punto y aparte. Todo encomio nos parece poco para las dignas señoras y simpáticas señoritas que la componen y que tan activamente trabajan para que de nuevo salga la antigua procesión del Domingo de Ramos, en la que nuestras bellas paisanas con la clásica mantilla española y la piedad en los corazones pondrán una vez más de relieve su gran devoción a la Virgen”.
AÑO 1 n.º 6, 29 de marzo de 1928. página 4.
“Los actos religiosos del Domingo de Ramos serán los siguientes:...
“Por la tarde a las 4 en la Real e Insigne Iglesia de Santiago solemne Misión organizada por la Mayordomía de Ntra. Sra. de los Dolores; el sermón correrá a cargo del eminente orador sagrado D. Julio López Maymón; a las 5 saldrá la procesión de la referida Mayordomía yendo sus cofrades tocadas con la peineta y la clásica mantilla española”.
“El trono lucirá espléndido como cabe esperar del exquisito gusto de las Sras. y Srtas. que componen tan entusiasta Agrupación”.
Fue, pues, el primer desfile procesional de la Mayordomía – tal como persiste actualmente – en la tarde del Domingo de Ramos – 2 de abril – de 1928.
El paso que las agrupaba era grupo un escultórico del Descendimiento, de seis figuras, de autor desconocido, que tenía la siguiente composición: sentada al pie de la Cruz la Virgen María con su Hijo muerto en los brazos, a su derecha San Juan, el discípulo amado, e inclinadas contemplando a Cristo, María Magdalena, María la madre de Santiago el menor y de José y María Salomé.
Se inicia de esta forma una nueva etapa dentro de la cofradía de Ntra. Sra. de los Dolores, esta vez compuesta exclusivamente por señoritas ataviadas con la tradicional peina española acompañaban al grupo de la Virgen de los Dolores. Así ocurrió hasta 1935, último año en el que desfiló la Cofradía antes de la suspensión de las procesiones de Semana Santa por la Guerra Civil.
Durante los primeros meses de la guerra civil, la Iglesia de Santiago fue asaltada y saqueada quedando destruidas importantes piezas de valor artístico y entre las tallas de madera el grupo escultórico de la Virgen de los Dolores, la Virgen del Pilar, un niño Jesús, San Pedro de Alcántara y una Virgen del Carmen.
Finalizada la Guerra Civil, se reanudan las procesiones de Semana Santa en Orihuela. Durante la posguerra, algunas de las imágenes destruidas en la Iglesia de Santiago fueron repuestas; es el caso de la imagen de Piedra de Santiago, obra del madrileño Ferrant, la Virgen del Pilar y Santiago realizadas por Ponsoda en Valencia.
En la Semana Santa de 1940 de nuevo la procesión de Domingo de Ramos recuperaría su tradicional andadura, la Junta Directiva presidida por Carmen Pastor de Bonafós decidiría sacar en procesión la imagen de la Soledad de San Juan de la Penitencia, actualmente la Virgen del Consuelo, que pertenece a la Hermandad del Cristo de Zalamea, talla atribuida a Roque López.
El Domingo de Ramos de 1943 sale por primera vez, la Imagen tallada por el escultor Federico Coullaut-Valera. Su Presidenta Manola Pescetto dice “Hemos logrado esta bella escultura de Ntra. Sra. de los Dolores que la ciudad verá desfilar por sus calles...”.
En 1948 se aprobaron nuevos estatutos, en el primer artículo se reconocía la antigüedad de la Cofradía, citando los privilegios e indulgencias que Benedicto XIV había concedido en 1754.
“Art.1º. La cofradía de Ntra. Sra. de los Dolores de la parroquia de Santiago, fue reconocida y enriquecida con innumerables indulgencias por el Papa Benedicto XIV...”
Hay que destacar que por primera vez hay referencia en los estatutos a la procesión de Domingo de Ramos como uno de los actos principales de la cofradía, aunque ya se venía celebrando durante siglos. Se regula como se debe ir vestido a la procesión; con traje negro, peina y clásica mantilla española. Por primera vez solo aparecen como cofrades las mujeres que será la única condición para ser socio.
El Domingo de Ramos de 2001 acompaña a la Virgen de los Dolores el “Cristo de las Santas Mujeres”. El Cristo esta en el Monasterio de San Sebastián y la comunidad de Religiosas Agustinas se siente muy orgullosa de que el Cristo desfile en la Semana Santa Oriolana. La Mayordomía de Ntra. Sra. de los Dolores y la Comunidad de Agustinas mantienen una relación casi familiar, donde la Junta Directiva visita en muchas ocasiones a las Religiosas.

## Imágenes

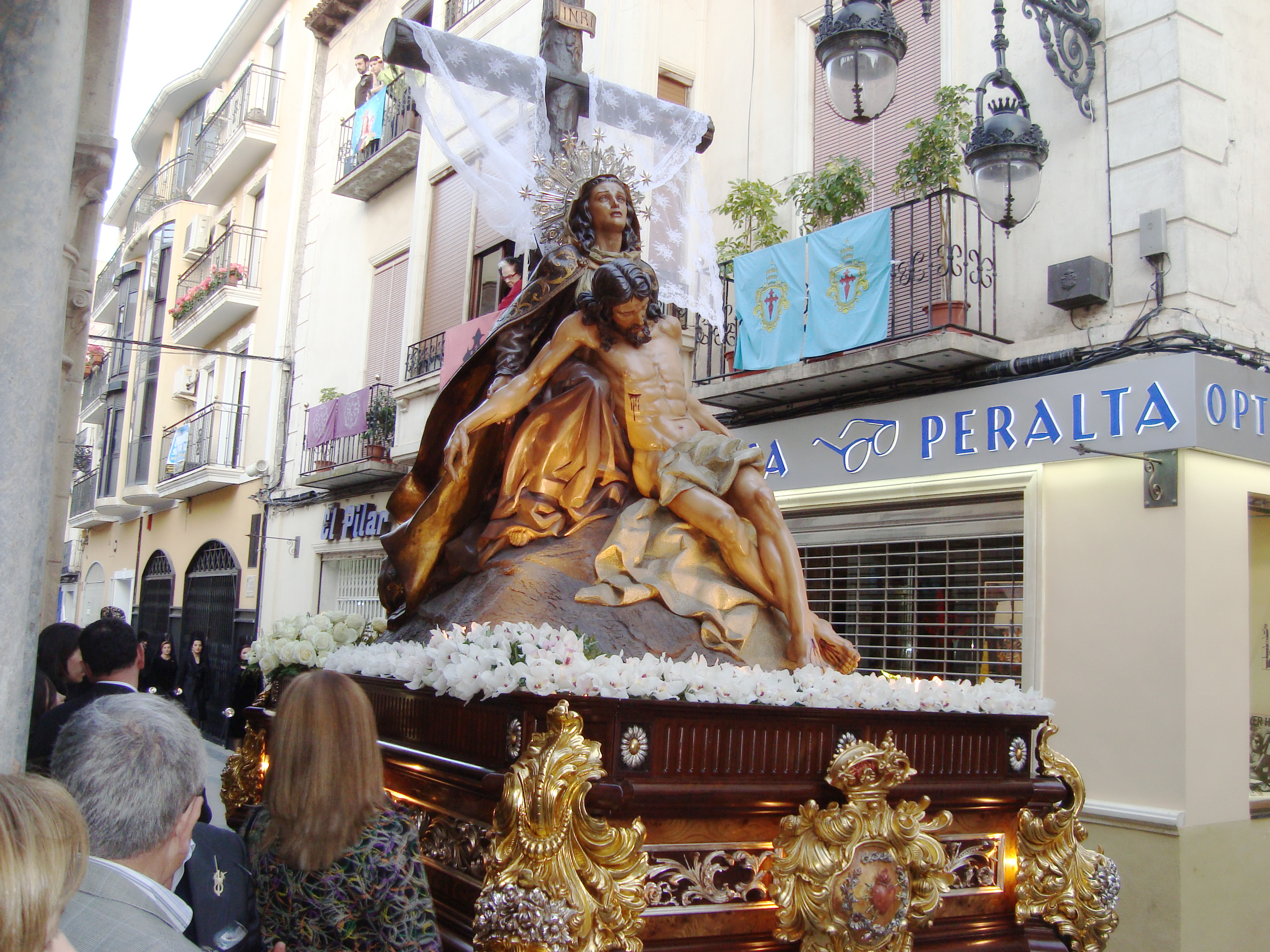
Nuestra Señora de los Dolores

### Nuestra Señora de los Dolores
La Imagen de Ntra. Sra. de los Dolores data del año 1943 y fue hecha por Federico Coullaut-Valera. La Imagen representa el momento que se produjo después del Descendimiento, momento en el que María se encuentra con su hijo Cristo después de morir.
El conjunto se compone, además de la Virgen doliente y de Cristo muerto una Cruz cristiana árborea sobre la que reposa una mantilla blanca.
El paso también se compone de un trono de madera, trono que se compone de los símbolos de la Mayordomía, Los siete puñales, la cruz y los clavos...

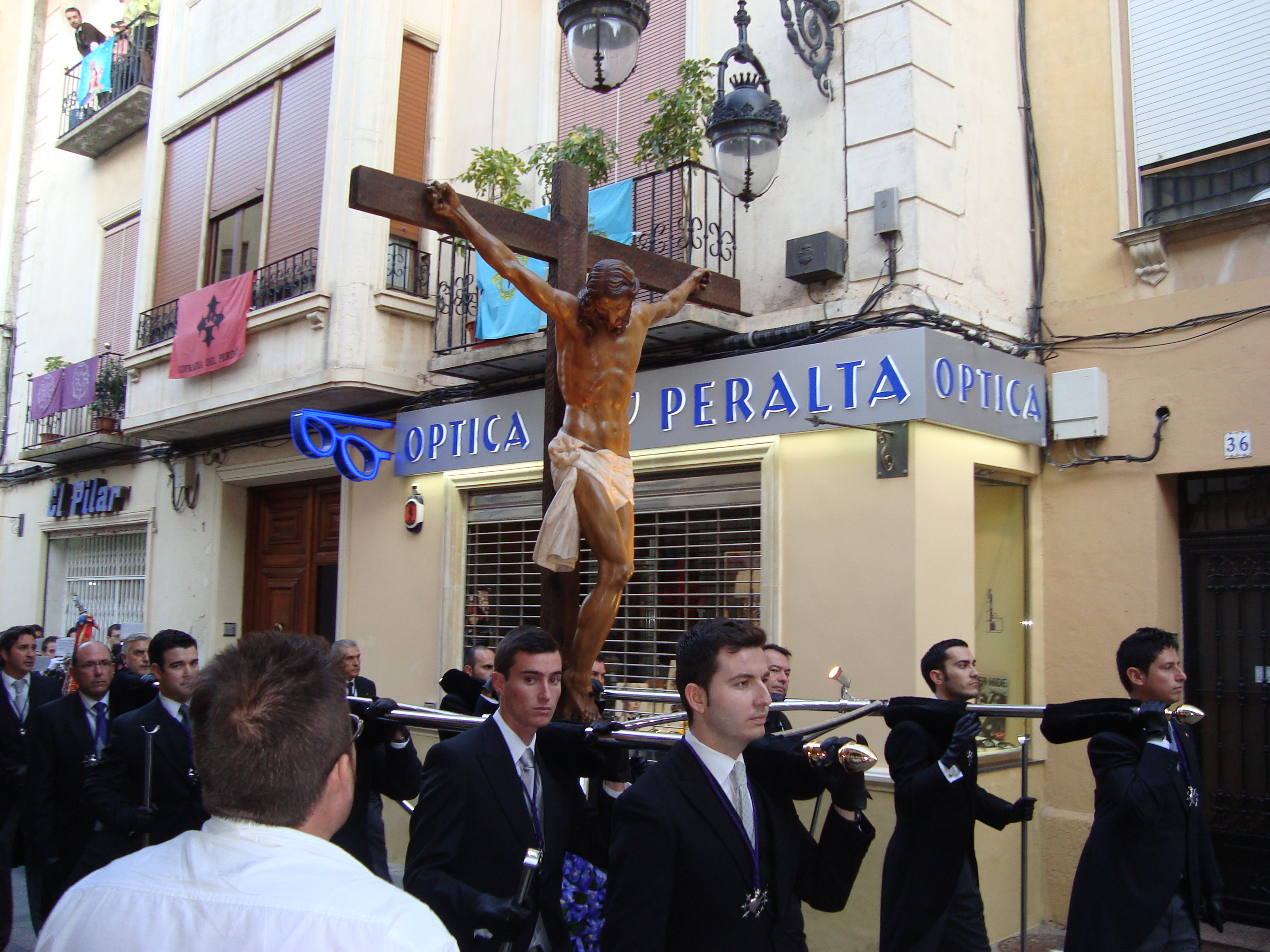
Cristo de las Santas Mujeres

### Cristo de las Santas Mujeres
No se sabe exactamente de que año es este Cristo, lo que si se sabe es que es de la década de los 90' y que es del escultor gallego José Vázquez Juncal. Este Cristo en un primer momento no fue para Orihuela sino que fue para un convento de Madrid. Años después, el Cristo fue trasladado a Orihuela, concretamente a la iglesia de San Sebastián (Convento de Monjas Agustinas). En el año 2001 la Mayordomía decide sacarlo en procesión, pero solo en la procesión de Domingo de Ramos, cosa que aún se mantiene, portado por hombres.
El Cristo refleja uno de los últimos momentos de vida de Cristo, ya con la cabeza agachada.

## Procesión

### Itinerario y Horario
Procesión de Domingo de Ramos
Real, Insigne y Majestuosa Iglesia Parroquial de Santiago Apóstol (18,45h.) - C/. Francisco Díe - C/. Santa Justa - López Pozas (19,15h.) - Puente de Poniente - Plaza de Cubero - Plaza Nueva - C/. San Pascual - C/. Calderón de la Barca (19,45h.) - C/. Loazes - C/. Alfonso XIII - P. Teniente Linares - C/. Mayor de Ramón y Cajal (20,15h.) - López Pozas - C/. Santa Justa - C/. Francisco Díe - C/. Santiago - Santuario de Ntra. Sra. de Monserrate. (20,45h.).
Procesión General de la Pasión (Viernes Santo)
Santuario de Ntra. Sra. de Monserrate (19,00h.) - C/. Hospital - C/. Marqués de Arneva - C/. Santa Justa (19,45h.) - C/. López Pozas - Puente de Poniente - Plaza Cubero - Plaza Nueva - C/. Almunia - C/. San Agustín (20,15h.) - Avda. José Antonio (21,00h.) - C/. Calderón de la Barca - C/. Loazes - C/. Alfonso XIII - C/. Ballesteros Villanueva - Iglesia Museo de Ntra. Sra. de la Merced (21,30h.).

### Orden de Procesión
Domingo de Ramos
- Cruz y Ciriales
- Clarines de la Mayordomía
- Bandera de la Mayordomía
- Alumbrantes
- Bandera con el paso Ntra. Sra. de los Dolores bordado en plata
- Cristo de las Santas Mujeres (década de los 90') de José Vázquez Juncal
- Alumbrantes
- Estandarte de la Escalera
- Alumbrantes
- Estandarte de los Clavos (1990)
- Alumbrantes
- Nuestra Señora de los Dolores (1943) de Federico Coullaut-Valera
- Autoridades

Viernes Santo
- Bandera de la Mayordomía
- Alumbrantes
- Estandarte de la Escalera
- Estandarte de los Clavos (1990)
- Alumbrantes
- Nuestra Señora de los Dolores (1943) de Federico Coullaut-Valera

## Música
La Música de la Mayordomía es Esta:
- Toque de Clarines de la Mayordomía de Ntra. Sra. de los Dolores (Anónimo)
- España Llora (Antonio Contreras)

## Nombramientos
La Mayordomía nombra cada año a los siguientes cargos:
Portaguión

### 2011
Portaguión: Pedro Ferrando Cremós

### 2012
Portaguión: María Dolores Esquer German

### 2013
Potaguión: ‘‘‘ Manolo Ortuño Marcos’’’